# Abdel Aziz El-Shafei
Abdel Aziz Fahmi El-Shafei (in arabo عبد العزيز فهمي الشافعي‎?; Il Cairo, 8 dicembre 1931) è un ex nuotatore e pallanuotista egiziano.

## Biografia
Ha rappresentato l'Egitto ai Giochi olimpici estivi di Helsinki 1952 ed ai Giochi olimpici estivi di Roma 1960 nel torneo di pallanuoto.
Ai Giochi del 1952, ha partecipato come nuotatore, gareggiando nei 100m sl.
Ai Giochi del Mediterraneo del 1951, ha vinto 1 argento nella pallanuoto ed 1 bronzo nella Staffetta 4x200m sl.
Ai Giochi del Mediterraneo del 1955, ha vinto 1 argento nei 100m sl.
Nel 1984, per i suoi successi nell'amministrazione sportiva, è stato insignito dell'Ordine olimpico con il Collare d'Argento.